# Zaiacivka, Kovel
Zaiacivka (în ucraineană Заячівка) este un sat în comuna Povorsk din raionul Kovel, regiunea Volînia, Ucraina.

## Demografie
Componența lingvistică a localității Zaiacivka
     Ucraineană (97,33%)
     Rusă (1,33%)
Conform recensământului din 2001, majoritatea populației localității Zaiacivka era vorbitoare de ucraineană (97,33%), existând în minoritate și vorbitori de rusă (1,33%).